# 巴克林鎮區 (密蘇里州林縣)
巴克林鎮區（英語：Bucklin Township）是位於美國密蘇里州林縣的一個行政鎮區。

## 地方資料
巴克林鎮區的面積為115.26平方千米，當中陸地面積為114.96平方千米，而水域面積為0.30平方千米。根據2020年美國人口普查的數據，當地共有人口646人，而人口密度為每平方千米5.6人。